# HLA-DOB
HLA-DOB (англ. Major histocompatibility complex, class II, DO beta) – білок, який кодується однойменним геном, розташованим у людей на короткому плечі 6-ї хромосоми. Довжина поліпептидного ланцюга білка становить 273 амінокислот, а молекулярна маса — 30 822.
| 10         |  | 20         |  | 30         |  | 40         |  | 50         |
| ---------- |  | ---------- |  | ---------- |  | ---------- |  | ---------- |
| MGSGWVPWVV |  | ALLVNLTRLD |  | SSMTQGTDSP |  | EDFVIQAKAD |  | CYFTNGTEKV |
| QFVVRFIFNL |  | EEYVRFDSDV |  | GMFVALTKLG |  | QPDAEQWNSR |  | LDLLERSRQA |
| VDGVCRHNYR |  | LGAPFTVGRK |  | VQPEVTVYPE |  | RTPLLHQHNL |  | LHCSVTGFYP |
| GDIKIKWFLN |  | GQEERAGVMS |  | TGPIRNGDWT |  | FQTVVMLEMT |  | PELGHVYTCL |
| VDHSSLLSPV |  | SVEWRAQSEY |  | SWRKMLSGIA |  | AFLLGLIFLL |  | VGIVIQLRAQ |
| KGYVRTQMSG |  | NEVSRAVLLP |  | QSC        |  |            |  |            |

A: Аланін

C: Цистеїн

D: Аспарагінова кислота

E: Глутамінова кислота

F: Фенілаланін

G: Гліцин

H: Гістидин

I: Ізолейцин

K: Лізин

L: Лейцин

M: Метіонін

N: Аспарагін

P: Пролін

Q: Глутамін

R: Аргінін

S: Серин

T: Треонін

V: Валін

W: Триптофан

Задіяний у такому біологічному процесі, як імунітет. 
Локалізований у мембрані, лізосомі, ендосомах.